# Война на истощение
Война́ на истоще́ние — военная стратегия, состоящая в ослаблении противника путём постоянной атаки или угрозы, так что противник несёт постоянные человеческие и материальные потери и в конце концов оказывается на грани коллапса из-за исчерпания ресурсов. В войне на истощение при условии примерного равенства в вооружении и тактике обычно больше шансов на победу имеет та сторона, которая обладает бо́льшими резервами или ресурсами.
Многие полководцы за всю историю использовали тактику истощения. Французский фронт в Первой мировой войне — классический пример войны на истощение. Другой известный пример — Вьетнамская война, когда американская тактика состояла в том, чтобы измотать противника до такой степени, чтобы подавить в нем «волю к сопротивлению».

## Концепции
Военные теоретики наподобие Сунь Цзы считали, что войны на истощение следует избегать любой ценой. Поскольку целью войны на истощение является разгром численно превосходящего противника, основные принципы войны в таком случае отвергаются (в том числе и принципы победы с малыми людскими потерями, с минимальной затратой ресурсов и минимальной затратой времени, с использованием манёвров, концентрации войск, засад и т.д.). С другой стороны, та сторона, что не обладает преимуществом в манёвренности или тактике, может при помощи изматывания лишить противника его собственных преимуществ. В случае, если силы сторон равны, война на истощение может привести к плачевным последствиям (как Пиррова победа).
Разница между ведением войны на истощение и другими военными тактиками в чём-то является искусственной, т.к. всякая война ведётся за счёт интенсивного расхода ресурсов и, следовательно, содержит элемент или даже угрозу истощения этих ресурсов. Но можно сказать, что стратегия изматывания применяется стороной, которая стремится свести свои потери к минимуму и при этом измотать до предела противника, сведя уровень боеготовности его войск до минимального. Это не связано с классическими целями в войне типа захвата территории, получения доступа к ресурсам или разгромом вооружённых сил противника (путём окружения, захвата в плен и т.д.).
Исторически методы войны на истощение применялись только в крайнем случае. Когда противника ослабляли до предела, в нужный момент тактика менялась на другую, и уже ослабленный противник добивался прямым ударом. Так, в годы Первой мировой войны развитие огнестрельного оружия с учётом неразвитых коммуникаций и слабой мобильности вынуждало командиров переходить к тактике истощения противника, чтобы избежать потерь. В целом, война на истощение может подорвать боевой дух не только армии противника, но и его народа, что, тем не менее, не гарантирует окончательной победы в войне.

## История развития
Историки ведут споры о том, какое же сражение является образцом идеальной тактики на истощение. Чаще всего в качестве примера приводится Западный фронт Первой мировой войны: на территории от Ла-Манша до швейцарской границы господствовала окопная тактика, а возможности для манёвров были ограничены. Единственным способом победы в битвах были беспрерывные атаки, которые могли бы заставить уставшего противника сдаться. Наиболее известной стала битва при Вердене: Эрих фон Фалькенхайн, командовавший немецкой армией, утверждал позднее, что его целью было не взятие города, а уничтожение французских войск как таковых. Немецкое наступление не имело чётких задач по минимизации своих потерь и нанесению максимального урона противнику, но Фалькенхайн желал «задушить Францию», вследствие чего и была задействована тактика на истощение.
Историки-специалисты по Первой мировой рассматривают использование тактики на истощение как причину множества крупных разгромов: в особенности, этим занимается Хью Стретчен. Специалисты его уровня считают, что война на истощение стала попыткой оправдать огромные потери Фалькенхайна и представить это как его резервный план; подобную манеру приняли и другие армии, не решавшиеся на огромный риск при неопределённом исходе битвы и отсутствии какой-либо инициативы. Логика использования тактики, тем не менее, многим не понятна, поскольку трудно оценить возможный ущерб противнику и уж тем более обосновать в реальности результаты, оказавшиеся многократно ниже или выше ожиданий.
При всех отрицательных моментах это не означает, что командование не готово к высоким потерям. В годы гражданской войны США Улисс Грант решительно настроился нанести поражение армии конфедератов почти исключительно за счёт лучшей системы снабжения и больших запасов ресурсов, что и помогло одержать победу Северу, несмотря на большие, чем у противника, потери.